# España en los Juegos Paralímpicos de Pekín 2022
España estuvo representada en los Juegos Paralímpicos de Pekín 2022 por dos deportistas masculinos. El equipo paralímpico español no obtuvo ninguna medalla en estos Juegos.

## Equipo
España envió dos deportistas a los Juegos Paralímpicos de Pekín 2022, en las especialidades de esquí alpino y snowboard.
| Nombre                    | Deporte             | Clasificación | Evento                             | Ref |
| ------------------------- | ------------------- | ------------- | ---------------------------------- | --- |
| Pol Makuri                | Para-esquí de fondo | LW9           | Esquí de fondo                     |     |
| Víctor González Fernández | para-snowboarding   | SB-LL1        | Snowboard cross, Snowboard eslalon |     |